# Château de Lanmary
Le château de Lanmary est un château français implanté sur la commune d'Antonne-et-Trigonant dans le département de la Dordogne, en région Nouvelle-Aquitaine.

## Présentation
Le château de Lanmary se situe au centre du département de la Dordogne, à proximité des routes départementales 8 et 69, trois kilomètres au nord-nord-ouest du bourg d'Antonne, en plein cœur de la forêt domaniale de Lanmary.
Il se présente sous la forme d'un carré ouvert à l’ouest avec un logis à l’est et deux ailes en équerre au nord et au sud, le tout flanqué d'une tour ronde à chaque extrémité.
Il est transformé en SMR public (établissement de soins médicaux et réadaptation avec lits de spécialités de rééducation en neuro-locomoteur , réhabilitation respiratoire et gériatrie et lits polyvalents ainsi que cinq LISP (lits identifiés de soins palliatifs) et établissement d'hébergement pour personnes âgées dépendantes (EHPAD).

## Historique
De l’ancien repaire noble déjà cité au XIIIe siècle subsistent les quatre tours rondes du XVe siècle pourvues de mâchicoulis. Le logis actuel date du XVIIIe siècle. Il appartint au XIXe siècle à Alexandre Isidore Leroy de Barde.
Son histoire est décrite en détails sur le site du centre hospitalier de Périgueux qui en assure la gestion.

## Galerie

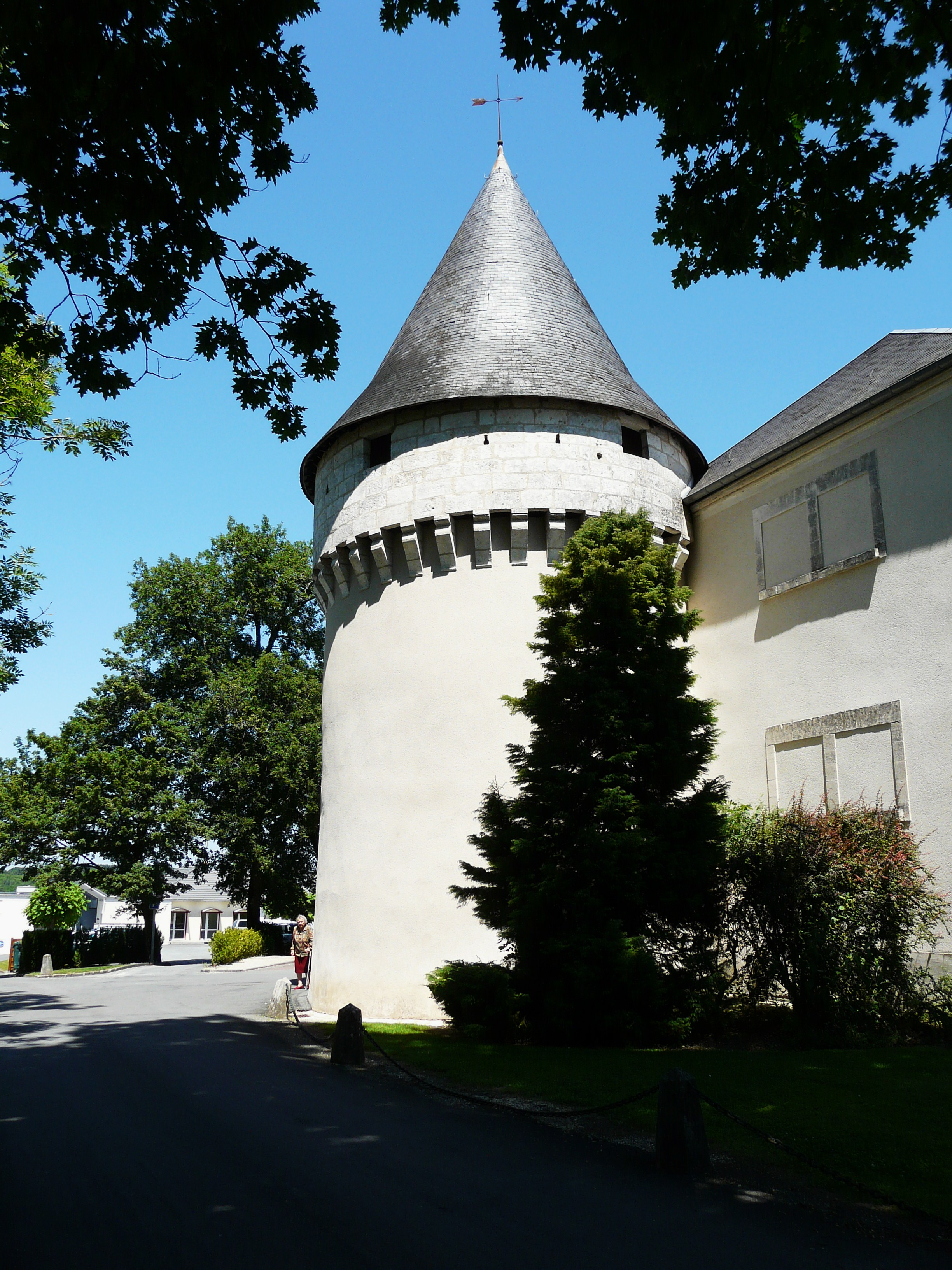
La tour nord-ouest.
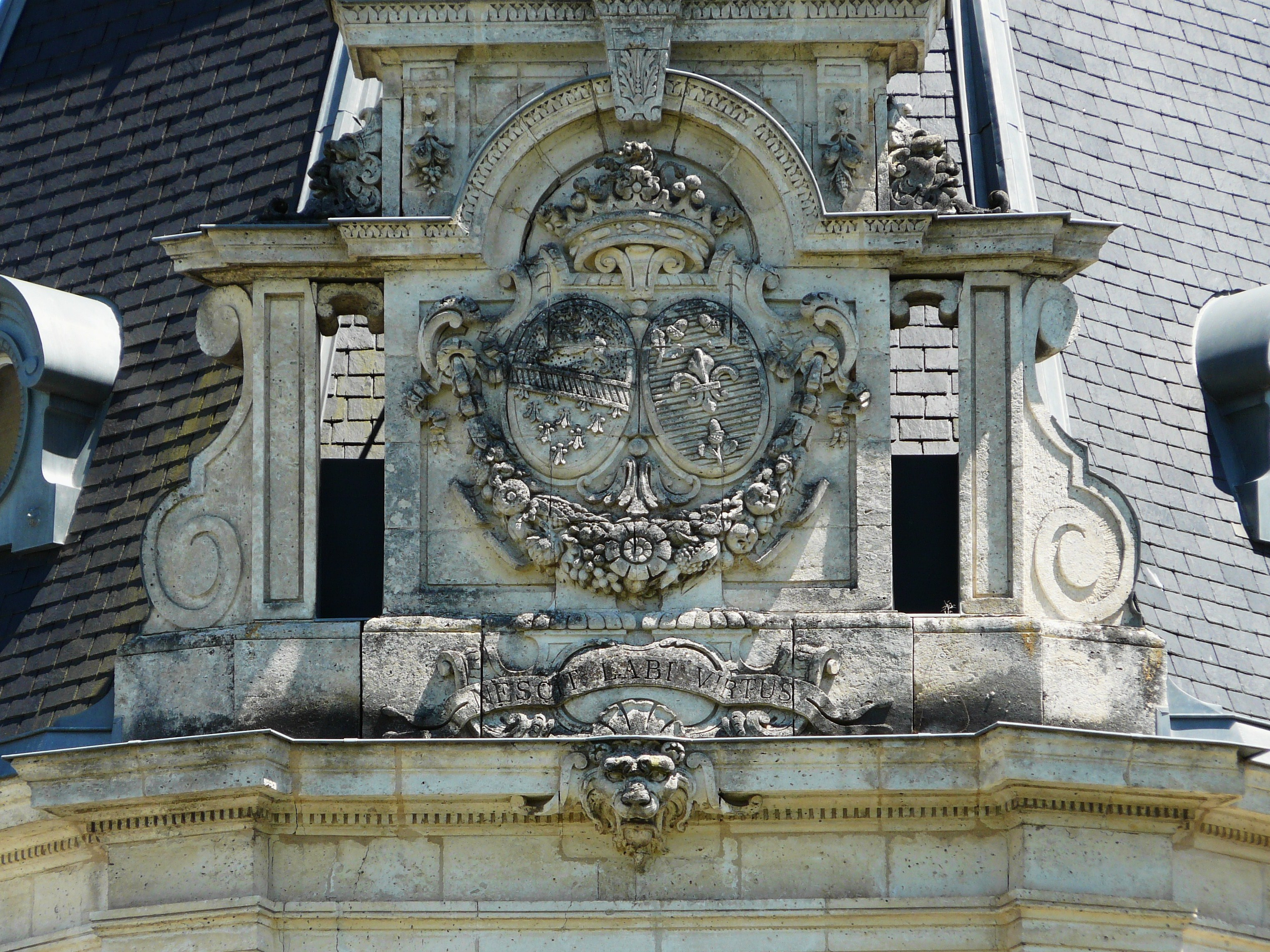
Le fronton armorié du logis.
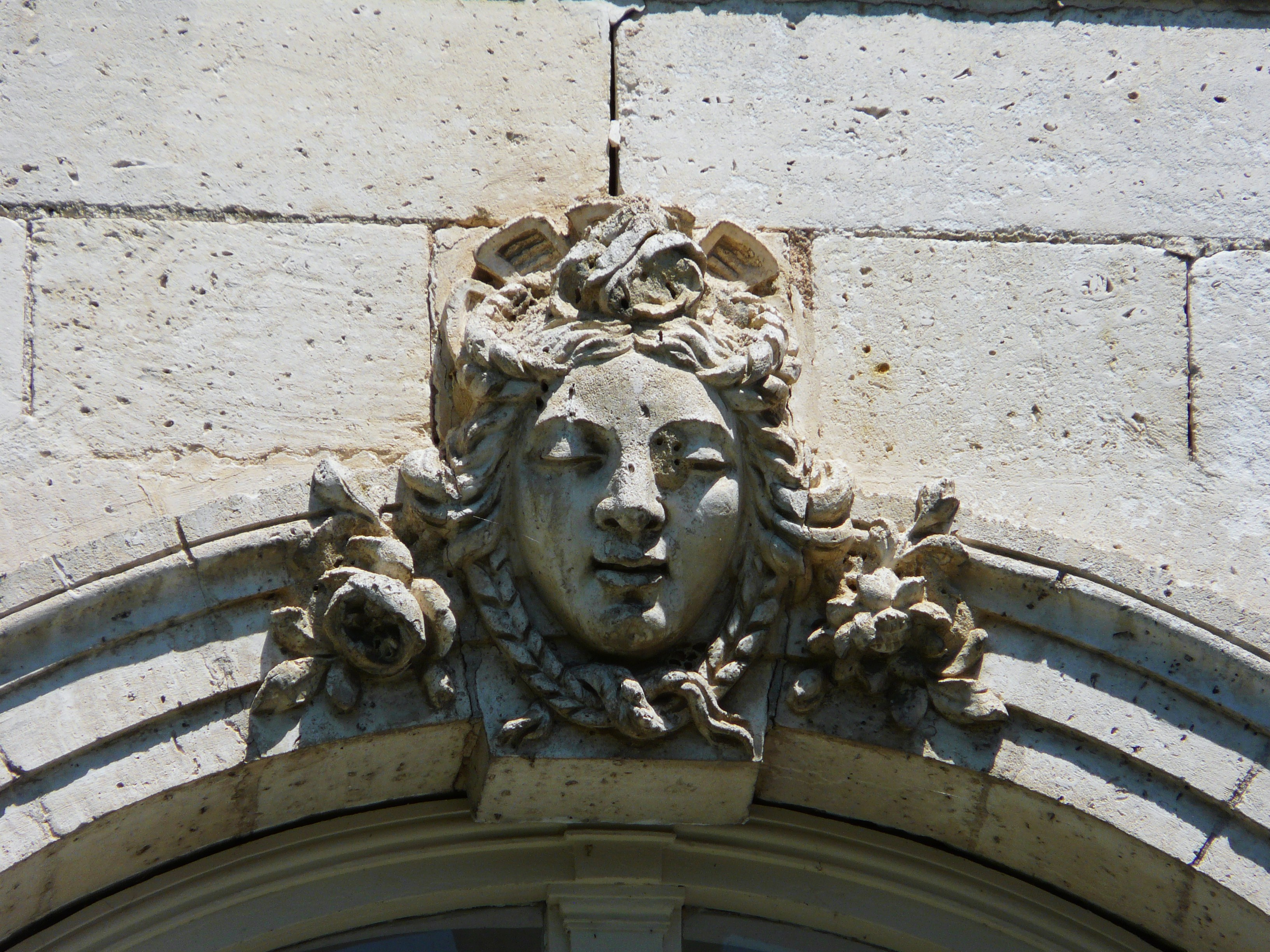
L’un des six mascarons qui ornent le logis.
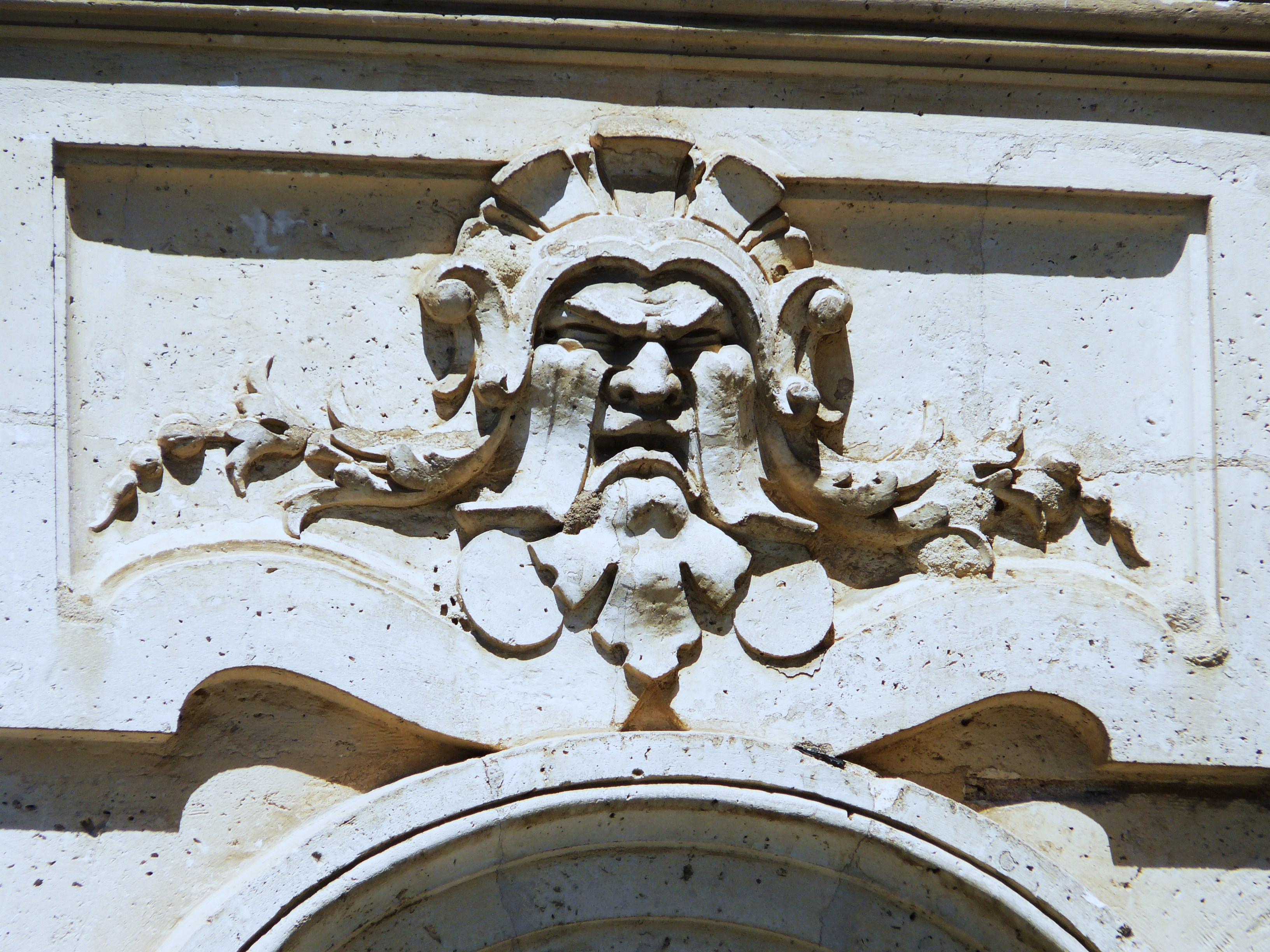
Un autre mascaron.